# Al Nair

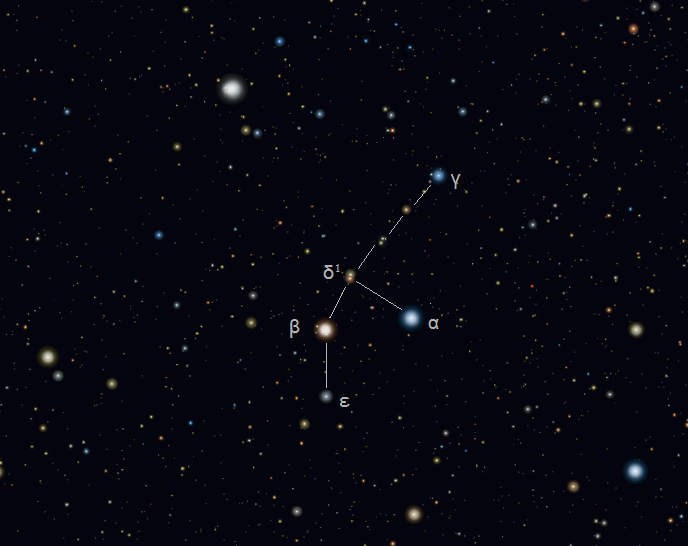
Al Nair

Al Nair (α Gruis / α Gru) es la estrella más brillante de la constelación de Grus, «la grulla», con magnitud aparente +1.73. Su nombre proviene del árabe النائر (an-nayyir), y significa «la brillante». En China era conocida como Ke.
Al Nair es una subgigante blanco-azulada caliente de tipo espectral B7IV, cuya temperatura efectiva es de 13 500 K. Es tan luminosa como 380 soles —incluyendo la radiación emitida en la región del ultravioleta— y tiene un radio, calculado a partir de la medida directa de su diámetro angular, 3.3 veces más grande que el el solar. Como otras estrellas de su tipo, rota a gran velocidad, 120 veces más deprisa que el Sol. Su velocidad de rotación es de, al menos, 236 km/s, completando un giro en menos de un día. En cuanto a su estado evolutivo, está cerca de concluir la fusión nuclear de su hidrógeno interno aunque quizás haya alcanzado ya dicho punto. Su edad se estima en cien millones de años.
Por lo demás es una estrella «muy normal», tanto que se la considera como el prototipo de su clase. Dado que tiene un espectro simple con pocas líneas de absorción producidas por los átomos de su atmósfera, se la utiliza como «fondo» para estudiar el gas interestelar.Se encuentra a 101 años luz de distancia del sistema solar. 